# جان فاستر دالس
جان فاستر دالس (به انگلیسی: John Foster Dulles) (۲۵ فوریه ۱۸۸۸ – ۲۴ مه ۱۹۵۹) دولت‌مرد آمریکایی و وزیرخارجه آمریکا در زمان ریاست جمهوری دوایت آیزنهاور از سال ۱۹۵۳ تا ۱۹۵۹ بود.
دالس در سال‌های آغازین جنگ سرد چهره‌ای مهم به‌شمار می‌آمد و موضع سرسختی علیه کمونیسم در تمام جهان داشت. او در جنگ هندوچین از نیروهای فرانسه علیه ویت‌مین حمایت می‌کرد و اما با توافق میان کمونیستها و فرانسویان در کنفرانس ژنو در ۱۹۵۴ مخالفت و در عوض از ویتنام جنوبی حمایت کرد.
هم پدربزرگ (جان و. فاستر) و هم دایی او (رابرت لانسینگ) پیش از او وزیر خارجه بودند. در ضمن برادر کوچک او، آلن ولش دالس، نیز در زمان آیزنهاور رئیس سازمان سیا بود. پسر او، آوری رابرت دالس، به مذهب کاتولیک گرایید و اولین کشیش آمریکایی شد که به مقام کاردینالی رسید.
او در واشینگتن دی سی زاده شد. پدرش کشیشی پرسبیتری بود. او در شهر نیویورک به مدرسه رفت. تحصیلات خود را دانشگاه پرینستون و دانشگاه جورج واشینگتن ادامه داد و سپس به شرکت حقوقی سالیوان و کرامول در نیویورک پیوست و در زمینهٔ حقوق بین‌الملل تخصص یافت. او در جنگ جهانی اول برای عضویت در ارتش تلاش کرد اما به خاطر ضعف چشم رد شد.
در ۱۹۱۸ وودرو ویلسون دالس را به عنوان مشاور حقوقی و به نمایندگی از آمریکا به کنفرانس صلح پاریس فرستاد. در این سفر او زیر نظر عموی خود، رابرت لانسینگ، وزیر خارجه وقت آمریکا، فعالیت می‌کرد. او در این کنفرانس با سخنان صریح علیه تحمیل غرامت‌های سنگین به آلمان به عنوان دیپلماتی جوان صاحب نام شد. بعدها به‌درخواست رئیس‌جمهوری ویلسون به عنوان عضوی از کمیتهٔ غرامت‌های جنگ فعالیت کرد. دالس که شدیداً مذهبی بود در دهه‌های ۲۰ و ۳۰ در کنفرانس‌های مذهبی زیادی در سراسر جهان شرکت کرد. او همچنین از شرکای شرکت سالیوان و کرامول گشت.
دالس از نزدیکان توماس ا. دیوئی بود که در سال ۱۹۴۴ به عنوان کاندیدای حزب جمهوری‌خواه در انتخابات ریاست جمهوری شرکت کرد. در طول انتخابات دالس به عنوان مشاور سیاست خارجی دیوئی فعالیت می‌کرد.
در ۱۹۴۵ دالس در کنفرانس سان‌فرانسیسکو شرکت کرد و به عنوان مشاور آرتور اچ. وندنبرگ در تهیهٔ مقدمهٔ منشور ملل متحد همکاری داشت. او در سال‌های ۱۹۴۶، ۴۷ و ۵۰ به عنوان نمایندهٔ ایالات متحده در مجمع عمومی سازمان ملل متحد شرکت کرد. در ۷ ژوئیه ۱۹۴۹ پس از استعفای رابرت ف. واگنر (از حزب دموکرات) دالس (از حزب جمهوری‌خواه) به سنای آمریکا راه یافت. او از این تاریخ تا ۸ نوامبر ۱۹۴۹ در این پست فعالیت کرد اما در این هنگام در انتخابات ویژه برای مجلس سنا از هربرت لمن شکست خورد.
در ۱۹۵۰ دالس کتابی به نام «جنگ یا صلح» نوشت. این کتاب تحلیلی انتقادی از سیاست آمریکا در جنگ سرد، یعنی سیاست معروف «محدود کردن» شوروی بود که در آن زمان مورد علاقه سیاست‌مداران امور خارجه در واشینگتن بود. دالس در این کتاب سیاست خارجی هری اس. ترومن را نقد می‌کند. او در این کتاب اعلام می‌کند که سیاست «محدود کردن» باید با سیاست «آزادی‌بخشی» عوض شود. به‌رغم حمایت از رقبای سیاسی ترومن، دالس مشاور مخصوص هری ترومن با تمرکز بر حوزه هند-آرام شد. او در این سمت از ۱۹۵۰ تا ۱۹۵۲ بدل به معمار اصلی معاهده سان‌فرانسیسکو، که پایان بخش جنگ دوم در آسیا بود، و معاهده امنیتی ژاپن و ایالات متحده که اتحاد ژاپن و ایالات متحده را پایه‌گذاری کرد، بود. در ژانویه ۱۹۵۳ دوایت آیزنهاور به ریاست جمهوری رسید و دالس را به سمت وزیر امور خارجه انتخاب کرد.
دالس به عنوان وزیر امور خارجه نقش عمده‌ای در ساختن سازمان ناتو داشت و طرح ساخت این سازمان در واقع بخشی از استراتژی عمومی او در کنترل گسترش شوروی با تهدید به تلافی شدید در صورت وقوع جنگ بود. در ۱۹۵۰ او نقش عمده‌ای در معاهده آنزوس بین استرالیا و نیوزیلند داشت. دالس همچنین معمار اصلی سازمان سیتو (سازمان همپیمانان آسیای جنوب شرقی) بود که در سال ۱۹۵۴ تشکیل شد.
دالس از پیشگامان سیاست «انهدام حتمی متقابل» و «خطرپذیری» بود. او در مقاله‌ای که در مجله لایف نوشته است سیاست خطرپذیری خود را این چنین توصیف می‌کند: «توانائی نزدیک شدن به جنگ بدون ورود به آن مهارتی الزامی است.» منتقدانش او را مسئول تیره شدن روابط با دول کمونیستی و وقوع جنگ سرد می‌دانند.
دالس در ۹ ژوئن ۱۹۵۵ در یک سخنرانی گفت: «بی‌طرفی بیش از پیش مهجور و منسوخ شده است و مگر در شرایطی بسیار استثنایی مفهومی بد و کوته‌نگرانه است.» این سخنان طبیعتاً مورد پسند رهبران جنبش غیرمتعهدها قرار نگرفت.
دالس در ۱۹۵۶ شدیداً با حملهٔ انگلستان و فرانسه به کانال سوئز در مصر مخالفت ورزید. با این حال تا ۱۹۵۸ مخالف جدی جمال عبدالناصر (رئیس‌جمهور وقت مصر) شده بود و فرستادن سلاح از آمریکا به مصر را متوقف کرد. به نظر می‌رسد که این سیاست به زیان آمریکا تمام شد و نفوذ اتحاد شوروی را در خاور میانه بیشتر کرد.
دالس به بیماری سرطان مبتلا بود و در آوریل ۱۹۵۹ به خاطر این بیماری استعفا داد و تنها چند هفت‌ی بعد در ۲۴ می‌همان سال در واشینگتن دی سی و در سن ۷۱ سالگی جان سپرد. قبر او در گورستان ملی آرلینگتون واقع است. او در همین سال مدال آزادی ریاست‌جمهوری را دریافت کرد.
او از بنیان‌گذاران (و مدتی رئیس) شورای فدرال کلیساها بود. او همچنین مدتی رئیس موقوفه کارنگی برای صلح بین‌المللی، عضو هیئت امنای بنیاد راکفلر و از بنیان‌گذاران شورای روابط خارجی بود.
وی در واشینگتن، دی سی متولد شد، یکی از پنج فرزند بود و پسر بزرگ‌ترین متولد وزیر پیش پرده آلن میسی دالز و همسرش ادیت (née فاستر). پدربزرگ پدری او، جان ولز دالس، یک مبلغ پرسیستری در هند بوده است. پدربزرگ مادری وی، جان دبلیو فاستر، روی دالس و برادرش آلن خط زد، که بعداً مدیر آژانس اطلاعات مرکزی آمریکا شد. این برادران در مدارس دولتی در واترتاون، نیویورک شرکت کردند. دالس در دانشگاه پرینستون حضور یافت و در سال ۱۹۰۸ به عنوان عضوی از انجمن فی بتا کاپا فارغ‌التحصیل شد. در پرینستون، دالس با تیم بحث و گفتگو انجمن ویگ-کلیوسوفیک آمریکا رقابت کرد. وی سپس در دانشکده حقوق دانشگاه جورج واشینگتن در واشینگتن، دی.سی. شرکت کرد.

## اشاره به نام دالس
فرودگاه بین‌المللی دالس واشینگتن در ویرجینیا و دبیرستان جان فاستر دالس (در شوگرلند، تگزاس) به نام او هستند.
کارول برنت در دهه ۵۰ با خواندن ترانه‌ای به نام «با طرفداری از جان فاستر دالس حماقتم‌رو ثابت کردم» مشهور شد.
جیل اسکات هرون در ترانهٔ "فیلم درجه دو" می‌گوید:"دیگه از جان فاستر دالس چیزی به جز اسم یه فرودگاه نمونده!"